# Low (chanson de Flo Rida)
Pour les articles homonymes, voir Low.
 (décembre 2014).
Le contenu est difficilement compréhensible vu les erreurs de traduction, qui sont peut-être dues à l'utilisation d'un logiciel de traduction automatique.
Singles par Flo Rida
Elevator
(2007)
Singles par T-Pain
Church
(2007) Who the Fuck Is That?
(2007)
Low est le premier single du rappeur américain Flo Rida, qui apparaît sur son premier album Mail on Sunday et également sur la bande originale du film de 2008 Step Up 2: The Streets. Le morceau est en featuring avec T-Pain qui  l'a coécrit. Il existe une version chantée par Nelly au lieu de T-Pain. Un remix officiel est paru avec le rappeur Pitbull et T-Pain.
Le single fut un tube planétaire, classé le plus longtemps numéro 1 aux charts US en 2008 en restant n°1 durant 10 semaines consécutives. Avec six millions de téléchargements payants, il a été désigné 8 fois platine par la RIAA, et est le single le plus téléchargé des années 2000.
Le morceau a été joué en direct avec le groupe Simple Plan en 2008 lors des MuchMusic Video Awards. Une version pour la Radio Disney a été spécialement remixée. Cette chanson apparaît sur le jeu DANCE! Online.
La chanson est également utilisée dans le film Tonnerre sous les tropiques en 2008 au cours duquel le personnage de Tom Cruise danse sur cette chanson.

## Classements
| Classement (2007-2008)                  | Meilleure position |
| --------------------------------------- | ------------------ |
| Australie (ARIA)                        | 1                  |
| Autriche (Ö3 Austria Top 40)            | 9                  |
| Belgique (Flandre Ultratop 50 Singles)  | 7                  |
| Belgique (Wallonie Ultratop 50 Singles) | 24                 |
| Canada (Hot 100)                        | 1                  |
| Danemark (Tracklisten)                  | 9                  |
| Europe (Hot 100)                        | 3                  |
| Finlande (Suomen virallinen lista)      | 9                  |
| France (SNEP)                           | 4                  |
| Hongrie (Single Top 40)                 | 2                  |
| Allemagne (Media Control AG)            | 13                 |
| Irlande (IRMA)                          | 1                  |
| Norvège (VG-lista)                      | 12                 |
| Nouvelle-Zélande (RMNZ)                 | 1                  |
| Suisse (Schweizer Hitparade)            | 13                 |
| Suède (Sverigetopplistan)               | 17                 |
| Royaume-Uni (UK Singles Chart)          | 2                  |
| États-Unis (Hot 100)                    | 1                  |
| États-Unis (R&B/Hip-Hop Songs)          | 9                  |
| États-Unis (Pop Airplay)                | 1                  |
| États-Unis (Rap Songs)                  | 1                  |

| Classement (2008)              | Position |
| ------------------------------ | -------- |
| États-Unis (Billboard Hot 100) | 1        |
| Allemagne (Media Control)      | 54       |
| Classement (2009)              | Position |
| Hongrie (Mahasz)               | 146      |
| Royaume-Uni (UK Singles Chart) | 148      |

| Classement (2000-2009)         | Rang |
| ------------------------------ | ---- |
| États-Unis (Billboard Hot 100) | 3    |
| Royaume-Uni (UK Singles Chart) | 81   |

## Certification
| Pays   | Certification                      |
| ------ | ---------------------------------- |
| Canada | 5x platine (sonnerie téléphonique) |